# La hija del leñador

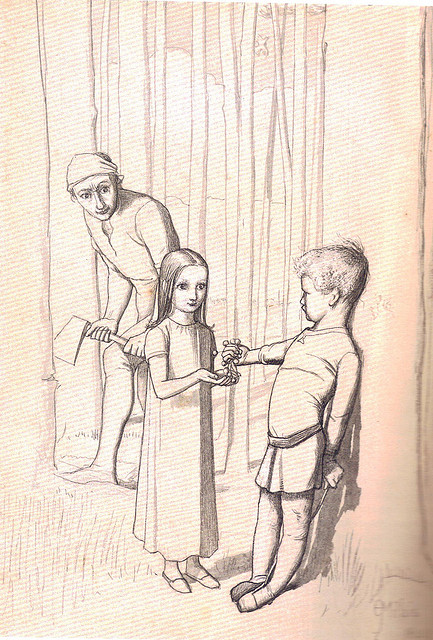
Estudio previo, 1849 donde el padre, a diferencia de la versión final, mira con preocupación.

La hija del leñador es una pintura del pintor inglés prerrafaelita John Everett Millais, pintada en 1851, al óleo sobre lienzo, de 89 x 63,8 centímetros. Representa una escena del poema de 1844 de Coventry Patmore del mismo nombre, sobre el amor imposible entre la hija de un leñador y el hijo del señor local. La pintura se exhibe en la Guildhall Art Gallery de Londres desde 1921.

## La hija del leñador
El trágico poema de Patmore, La hija del leñador, habla de la hija de un leñador, Maud, que de niña va con su padre al bosque y se hace amiga del hijo del señor local. Gradualmente, se desarrolla algo de intimidad entre los dos, que al llegar a la adolescencia se convierte en amor. Maud da a luz a un hijo ilegítimo, pero el matrimonio está fuera de discusión debido a la diferencia de clases. Maud cae en la desesperación, finalmente se vuelve loca y ahoga a su amado bebé en un estanque.
Como muchos otros prerrafaelitas, Millais a menudo se inspiró en la literatura romántica inglesa, en particular en William Shakespeare, John Keats, Alfred Tennyson, pero también en Patmore, quien se encontraba entre su círculo de amigos. Cuando exhibió por primera vez La hija del leñador en la Real Academia de Arte (Royal Academy of Arts) en 1851, incluyó las siguientes estrofas del poema de Patmore:
A ella le gustaba y él sintió que ella lo ayudaba;
y, mientras cortaba y serraba,
el hijo del rico hacendado, entonces un muchacho joven,
mañanas enteras, como si estuviera asombrado,
permanecía en silencio y miraba a su vez
a Gerald y a Maud.
Y a veces, en un tono hosco,
él le ofrecía frutos, y ella
los recibía siempre con aire,
tan libre y sin reservas,
que la distancia vergonzosa pronto se convirtió en
familiaridad.

## Interpretación de Millais
Al comienzo de su carrera, Millais realizó numerosas pinturas con el amor imposible como tema central, por ejemplo, Isabella (1849), Mariana (1851), Ofelia (1852) y Un hugonote (1852). La hija del leñador también se puede colocar en esa lista. Se ajusta a la predilección de los prerrafaelitas por los temas literarios trágicos en su período inicial.
Millais representa a la hija del leñador y al hijo del terrateniente cuando eran niños, conforme a las tres primeras estrofas del poema de Patmore. El niño se ha acercado para darle unas fresas a la niña, que tímidamente acepta. El padre de la niña trabaja discretamente en segundo plano y no interviene. La diferencia de rango y estatus social entre los dos se refleja particularmente en la ropa, que contrasta marcadamente. El rojo y el blanco de la ropa aristocrática del niño saltan fuera de la pintura, por así decirlo, y contrastan con el pobre vestido de clase trabajadora de la niña proporcionando una mayor intensidad emocional, como Millais siempre se esforzó conscientemente por lograr.
La escena preludia enfáticamente el drama posterior y casi insinúa el final trágico. El crítico de arte Robert Polhelmus señala el hecho de que Millais proyecta sentimientos emocionales de los adultos, como la entrega y el erotismo, en los niños pequeños. Al vincularlos con cualidades típicamente infantiles como la confianza y la inocencia, intensifica el tema. Al igual que Charles Dickens, intentaría así expresar un mensaje moral, advirtiendo de las consecuencias de las experiencias de la primera infancia para la vida posterior y la persona en la que uno se convertirá.
Una característica del estilo prerrafaelita de Millais es el típico uso duro y contrastante del color y la atención hiperrealista a los detalles, incluso en la vegetación del suelo del bosque y en las hojas y la corteza de los árboles. Llama la atención el juego con la perspectiva realista y cierta monotonía en la representación de los dos niños. También hay una incidencia algo antinatural de la luz, con un verde brillante como color dominante. El rostro de la niña está algo borroso, lo que fue causado por los retoques de Millais en 1866, debido a críticas anteriores. La pintura fue pintada en parte al aire libre y en parte en el estudio. Los nombres de los modelos son desconocidos.

## Recepción y reconocimiento
Millais realizó varios estudios preliminares para La hija del leñador. Expuso el cuadro en 1851 en la Real Academia junto a Mariana y El regreso de la paloma al Arca. Las obras inicialmente no fueron bien recibidas por la crítica. Sin embargo, el joven pintor y crítico de arte John Ruskin elogió las obras en una carta a The Times, particularmente por su competencia técnica, realismo preciso, uso vívido del color e intensidad de interpretación. La publicación de esta carta marcó un gran avance en la aceptación del arte prerrafaelita.

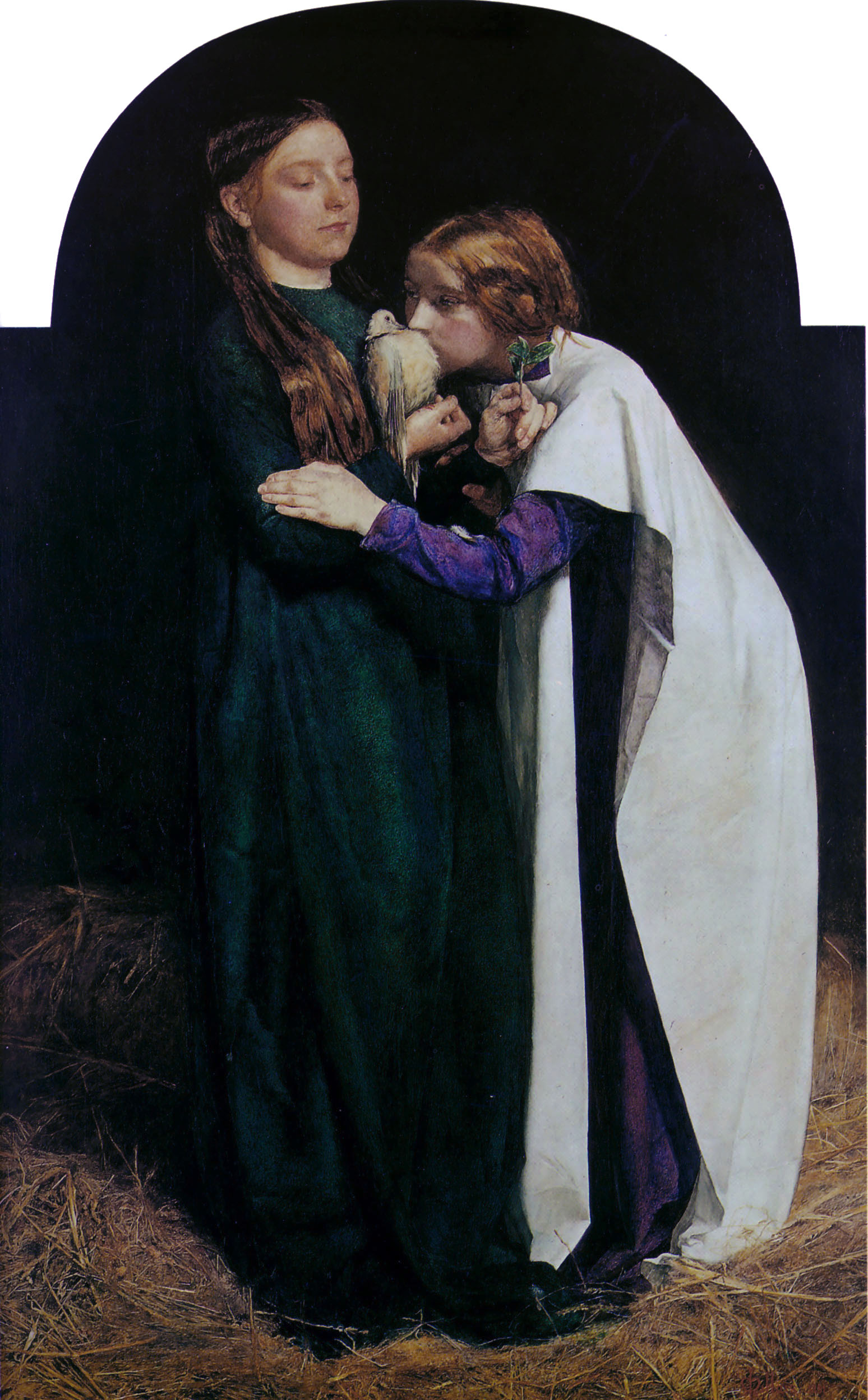
El regreso de la paloma al Arca.
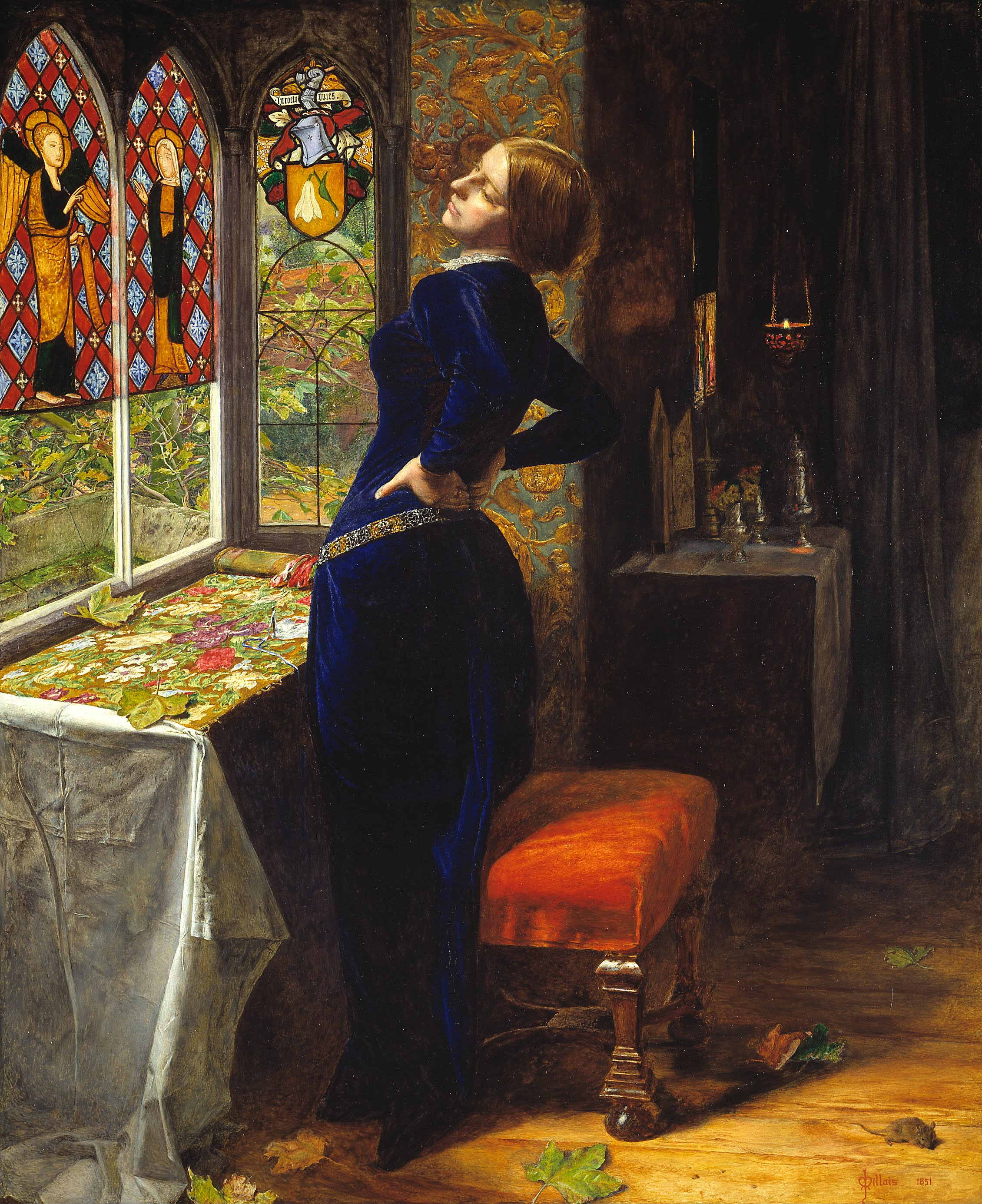
Mariana.